# Fałda hotentocka

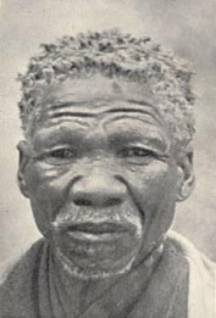
Mężczyzna z ludu Khoikhoi z widocznymi fałdami hotentockimi

Fałda hotentocka – fałd skórny górnej powieki, zakrywający niekiedy nawet połowę jej krawędzi wraz z kątem szpary ocznej, występujący u afrykańskiej grupy etnicznej Khoikhoi (nazywanej dawniej Hotentotami). Jej funkcją jest ochrona gałki ocznej przed wysychaniem oraz zewnętrznymi zanieczyszczeniami. Bywa uważana za dowód pokrewieństwa Khoikhoi z żółtą odmianą człowieka lub jako przykład konwergencji.